# Obwód Śródmieście Armii Krajowej
Obwód I Śródmieście – kryptonimy: „trójka”, „3” (w ramach SZP), „41” (w ramach ZWZ/AK), „XXI” (od 15 czerwca 1944), „I” (od 9 sierpnia 1944), struktura Okręgu Warszawskiego Armii Krajowej, działającego w konspiracji w okresie okupacji niemieckiej w Polsce oraz walczącego w powstaniu warszawskim.
Komendantami obwodu byli kolejno:
- ppłk Jan Lamers „Florian” (1940–1941),
- mjr Konstanty Kułagowski „Rabin” „Żbrożek” (1941–1944),
- ppłk Edward Pfeiffer „Radwan” (od marca 1944)[2].

Według Jerzego Kirchmayera w Obwodzie Śródmieście 1 marca 1944 oddziały obwodu (bez WSOP i WSK) zorganizowane były w 90 plutonów pełnych i 3 szkieletowe obejmując ok. 5500 osób, zaś według obliczeń Tomasza Strzembosza było to 2.745 żołnierzy.
W trakcie powstania Rejon I obwodu (bez III i VIII Zgrupowania na Powiślu) wraz z niektórymi oddziałami Rejonu 4 (Batalion in. Czarnieckiego, Batalion im. Łukasińskiego. część Batalionu „Chrobry” oraz batalionu im. Kilińskiego) zostały oddzielone na Starym Mieście, tworząc 7 sierpnia do 5 września Grupę Północ pod dowództwem płk. Karola Ziemskiego „Wachnowski”. Główna część obwodu, stanowiła Grupę „Śródmieście”, z której taktycznie 8 sierpnia wydzielono „Podobwód Śródmieście Południowe”, obejmujący Rejon 2 oraz Rejon 3. Po 20 września oddziały obwodu przekształciły się w 28 Dywizję Piechoty AK im. Stefana Okrzei.

## Struktura Obwodu Śródmieście 1 sierpnia 1944

### Dowództwo Obwodu
- Komendant obwodu – ppłk. Edward Pfeiffer „Radwan”;
- Zastępca komendanta – ppłk. Michał Chrupek „Rój”;
- Szef sztabu – mjr Bernard Romanowski „Wola Jan”;
- Oficer organizacyjny – mjr Włodzimierz Zawadzki „Bartkiewicz”;
- Kwatermistrz – rtm. Tadeusz Znamierowski „Falkowski”;
- Inspektor WSOP – por. rez. Witold Gorayski „Kołczan”;
- Komendantka Wojskowej Służby Kobiet – Janina Maria Płoska „Rakieta Urszula”.

### Oddziały w dyspozycji dowódcy obwodu
- Pluton 1147 ochrony sztabu – dowódcy: ppor. rez. Kazimierz Pogorzelski „Rygiel”, ppor./por. Leopold Kummant „Ryski”, ppor. Dariusz Prosiński „Rawicz”, kpt. Wacław Wójcik „Nowy”, ppor./kpt. Józef Zatryb „Krzysztof”, ppor./por. Władysław Siła-Nowicki „Bogdaniec”, „Lis”, „Stefan”, kpr. pchor. Franciszek de Pourbaix „Piwnicki” i kpr. pchor. Wojciech Rostafiński „Wojciechowski”, ppor. Józef Rybicki „Andrzej”;
- Pluton łączności – dowódca ppor. rez. Konstanty Relich „Rymkiewicz”;
- Pluton saperów – dowódca NN
- 100 kompania sztabowa – ppor. Jan Martinkin „Bohun”;
  - Pluton 101 „Bojowych Szkół” – dowódca plut. pchor. Kazimierz Pawlicki „Lubicz”;
  - Pluton 116 – dowódca kpr. pchor. Władysław Twardo „Kandys”;
- 101 kompania WSOP – dowódca kpt. lek. Bohdan Didkowski „Newel”;
- Pluton 1149 – dowódca por. rez. Piotr Umiński „Mazur”;
- Pluton (kompania kadrowa) 1114 – dowódca ppor. Kazimierz Czyż „Andrzej Prawdzic” (Odwód dowódcy I obwodu);
- Pluton (kompania kadrowa) 1150 „Perkun” – dowódca por. rez. Józef Celica „Lechicz” (Odwód dowódcy I obwodu);

Obwód dzielił się na cztery rejony:

## Rejon 1 (Stare Miasto, Powiśle, Muranów) kryptonim „XXI-11”
Dowództwo
- Komendant – mjr Stanisław Błaszczak „Róg”;
- Zastępca komendanta – kpt. Jerzy Czarski „Czachar”
- Szef sztabu – rtm. rez. Bolesław Mowiński „Gończ (zastępca dowódcy Zgrupowania „Róg”);
- Oficer organizacyjny i adiutant – por. rez. Stanisław Jan Madanowski „Jędrek Sęp”;
- Oficer informacyjny – plut. pchor. Władysław Piech „Piechura”;
- Kwatermistrz – por. rez. Antoni Bogucki „Chromik”;
- Oficer żywnościowy – ppor. Wacław Taras „Ogrodowski”;
- Oficer łączności- ppor. Zbigniew Certowicz „Redlicz”;
- Oficer prasowy – NN „Janiszewski”;
- Oficer saperów – ppor. rez. sap. Stanisław Andrzejewski „Zaremba”;
- Oficer dywersji – por. NN „Jarosław”;
- Podinspektor WSOP – por. rez. Tadeusz Okolski „Dzik”; zastępca – por. rez. łącz. Stanisław Sienkiewicz „Leliwa”;

Oddziały
- I Zgrupowanie – dowódca por./rtm. Edward Sobeski „Bończa”; (kompanie 101, 102, 103)
- II Zgrupowanie – dowódca kpt. Ludwik Gawrych „Gustaw”; (cztery kompanie)
- III Zgrupowanie – dowódca por. rez. Juliusz Szawdyn „Konrad”; (trzy kompanie)
- VIII Zgrupowanie – dowódca kpt. rez. Cyprian Odorkiewicz „Krybar”; (trzy kompanie oraz pluton saperów 119 i pluton broni specjalnej 1105);
- I Batalion WSOP – dowódca por. rez. Tadeusz Okolski „Dzik”; (11, 12, 13, 14 kompania)
- Odwód komendanta Rejonu – 104 Kompania – dowódca por. Kazimierz Puczyński „Wroński”.

## Rejon 2 (Śródmieście południowo-wschodnie) kryptonim „XXI-12”
Dowództwo
- Komendant rtm. Władysław Abramowicz „Litwin”;
- Zastępca komendanta – por. rez. Juliusz Łoskoczyński „Serafin”, „Kordian”;
- Adiutant – ppor. rez. kaw. Henryk Dzięgielewski „Dunin”;
- Kwatermistrz – kpt. Antoni Mikołajczak „Czyński”, „Jan”
- Oficer uzbrojenia – ppor. NN „Rejter Zet”;
- Lekarz – kpt. sł. s1. lek. Olgierd Buraczewski „Hołomnicki”;
- Kapelan – kpt. ks. Wacław Włoczkowski „Karol Wielki”;
- Oficer łączności – ppor. rez. łącz. Jerzy Mieczysław Zabierzowski „Maciek”;
- dowódca plutonu żandarmerii – „Sas” (NN);
- Podinspektor WSOP – kpt. Zygmunt Netzer „Kryska Mikołaj”;
- Oficer gospodarczy – ppor. rez. Włodzimierz Szonert „Wojciechowski”;
- Komendantka Wojskowej Służby Kobiet – strz. z cenz. NN „Wisłocka”;

Oddziały
- V Zgrupowanie – dowódca por. Roman Rożałowski „Siekiera”; (5 kompanii)
- VII Zgrupowanie – dowódca rtm. Czesław Grudziński „Ruczaj”; (4 kompanie)
- I Dywizjon „Jeleń” 7 pułku ułanów lubelskich AK – dowódca rtm. Lech Głuchowski „Jeżycki”; (dwa szwadrony)
- II Batalion WSOP – dowódca kpt. Zygmunt Netzer „Kryska Mikołaj”; (21, 22, 23 i 24 kompania)

## Rejon 3 (Śródmieście południowo-zachodnie) kryptonim „XXI-13”
Dowództwo
- Komendant – mjr Władysław Brzeziński „Ratusz”;
- Adiutant – ppor. rez. Henryk Czesław Petruczenko „Podlasiak”;
- Kwatermistrz – NN „Nałęcz”;
- Oficer broni – ppor. Zbigniew Bukowski „Radca”
- Lekarz – kpt. sł. st. lek. Zenon Deka „Druch”;
- Oficer łączności – st. sierż./kpt. Roman Fundowicz „Rafał”;
- Podinspektor WSOP – por. rez. art. Kazimierz Konat „Żbikowski”;
- Pluton łączności 149 – dowódca ppor. rez. łącz. Jerzy Sieczkowski „Alf”;

Oddziały
- IV Zgrupowanie – dowódca por. rez. Kazimierz Czapla „Gurt”; (cztery kompanie oraz 33, 34 i 35 kompanie WSOP);
- VI Zgrupowanie 3 batalion pancerny AK – dowódca kpt. rez. Stefan Golędzinowski „Golski”; (pięć kompanii)
- VI Zgrupowanie WSOP – dowódca ppor. Erwin Brenneisen „Bełt Antoni”; (31 i 32 kompanie).

## Rejon 4 (Śródmieście północno-zachodnie) kryptonim „XXI-14” „Reguła”
Dowództwo
- Komendant – mjr Stanisław Steczkowski „Zagończyk”;
- Adiutant – ppor. rez. piech. Andrzej Rudziński „Wilczyński”;
- Oficer organizacyjny – rtm. rez. kaw. Romuald Jan Górski „Bystry”;
- Oficer informacyjny – ppor. Marian Windyga „Wąsik Eliot”;
- Oficer wyszkolenia – por. sł. st. piech. Michał Zaborowski „Jacek Sęp”;
- Kwatermistrz – kpt. rez. piech. NN „Ostoja II”;
- Oficer broni – rtm. sł. st. kaw. Zygmunt Orłowski „Brzeszczot”;
- Lekarz – ppor. sł. st. lek. Mirosław Vitali „Jerzy”;
- Kapelan – kpt. ks. Wiktor Potrzebski „Corda”;
- Oficer łączności – ppor. rez. kaw. Zdzisław Stanisław Bańkowski „Opat”;
- Oficer propagandy – ppor. rez. piech. Rajmund Habermass „Niezłomny”;
- Oficer prasowy – ppor. rez. piech. Lubomir Rubach „Orawiec”;
- Podinspektor WSOP – ppor. inż. Tadeusz Sztalkopf „Zarzycki Kazimierz”;
- Komendantka Wojskowej Służby Kobiet – Irena Siwicka-Żychiewicz „Hawrań”;
- Pluton łączności – dowódca ppor. rez. Franciszek Karol Śadel „Winiar”;
- Pluton saperów – ppor. rez. Stefan Nast „Orlicz”;
- Pluton osłonowy sztabu – dowódca por. rez. Stefan Skórzewski „Stefan Werpechowski”; [potrzebny przypis]

Oddziały
- IX Zgrupowanie – Batalion im. „Jana Kilińskiego” – dowódca rtm. Henryk Roycewicz „Leliwa” (cztery kompanie). Podporządkowano mu IX Zgrupowanie WSOP – dowódca por. rez. Roman Alojzy Wyczółkowski „Romański Andrzej” (41 i 42 kompania);
- X Zgrupowanie – Batalion im. „Jana Kilińskiego” – dowódca por. rez. Leon Gajdowski „Ostoja”. (trzy kompanie) Podporządkowano mu X Zgrupowanie WSOP – dowódca ppor. rez. Stefan Gostomski „Boruta” (43 i 44 kompania);
- XI Zgrupowanie – Batalion „Chrobry” – dowódca kpt. Gustaw Billewicz „Sosna”. (cztery kompanie); Podporządkowano mu XI Zgrupowanie WSOP – dowódca por. Władysław Orłowski „Lubicz” (45 kompania i 47 kompania użyteczności publicznej);
- XII Zgrupowanie – Batalion „Łukasiński” – dowódca mjr Olgierd Ostkiewicz-Rudnicki „Sienkiewicz”. (pięć kompanii) i podporządkowany mu Dywizjon „1806” 1 Pułku Strzelców Konnych AK – dowódca rtm. Czesław Nowacki „Nowak”. (pięć plutonów oraz dwa plutony szwadronu 5 Pułku Ułanów);
- Zgrupowanie – Batalion „Czarnecki” – dowódca kpt. Lucjan Giżyński „Gozdawa” (cztery kompanie);
- Pułk NSZ im. Sikorskiego „Sikora” (scalony z AK – trzy bataliony szkieletowe) – dowódca mjr Leon Nowakowski „Lig”.